# Abraham Viruthakulangara
Abraham Viruthakulangara (Kerala, 5 de junio de 1943 - Nueva Delhi, 19 de abril de 2018) fue un eclesiástico indio. Fue arzobispo de Nagpur de 1998 hasta su muerte en 2018. También fue Presidente de la Conferencia Regional de Obispos de Maharashtra.

## Biografía
Abraham completó sus estudios en el Seminario St. Charles de Nagpur y se licenció en Hindi y teología en la Universidad Dr. Hari Singh Gour, Madhya Pradesh. Fue ordenado sacerdote el 28 de octubre de 1969.
Abraham fue nombrado obispo de Khandwa el 4 de marzo de 1977 y ordenado obispo el 13 de julio de 1977. Fue nombrado arzobispo de Nagpur (India), el 17 de enero de 1998. Fue ordenado obispo durante ocho años y permaneció como sacerdote durante más de 40 años con una vida sencilla y humilde.

## Muerte
El 19 de abril de 2018 murió de un ataque cardíaco después de asistir a la conferencia de obispos en Nueva Delhi.